# 크로아티아의 정당
크로아티아의 정당 목록이다. 현재 크로아티아의 경우 다당제로 운영하고 있으며, 1989년에 설립된 크로아티아 민주연합과 1990년에 설립된 크로아티아 사회민주당이 있다. 

## 주요 정당
- 크로아티아 민주연합 - 보수주의, 기독교 민주주의 정당
- 크로아티아 사회민주당 - 사회민주주의 정당
- 독립연대목록 - 경제자유주의, 보호무역, 유럽통합주의 정당
- 크로아티아 자유국민당 - 자유주의, 유럽통합주의 정당
- 크로아티아 농민당 - 기독교 민주주의, 유럽통합주의 정당
- 시민자유주의동맹 - 자유주의, 유럽통합주의 정당
- 세르비아 민주독립당 - 사회민주주의, 유럽통합주의 정당
- 인본보호당 - 대중주의 정당
- 이스트라 사회 민주 포럼  - 사회자유주의, 유럽통합주의 정당
- 크로아티아 기독교민주당 - 기독교민주주의, 유럽회의주의 정당
- 크로아티아 사회자유당 - 자유보수주의 정당
- 국민정당-개혁주의자 - 사회민주주의, 유럽통합주의 정당
- 노동연대당 - 사회민주주의, 대중주의 정당
- 크로아티아 민주동맹 - 국민보수주의, 우익대중주의 정당
- 크로아티아 연대당
- 크로아티아 연금당 - 독신 정당
- 변화하는 크로아티아
- 권력-인간과 시민의 참여

## 비주류 정당
- 크로아티아 보수당 - 보수주의, 경제자유주의, 유럽회의주의 정당

## 같이 보기
- 정당 목록